# Au-Haidhausen

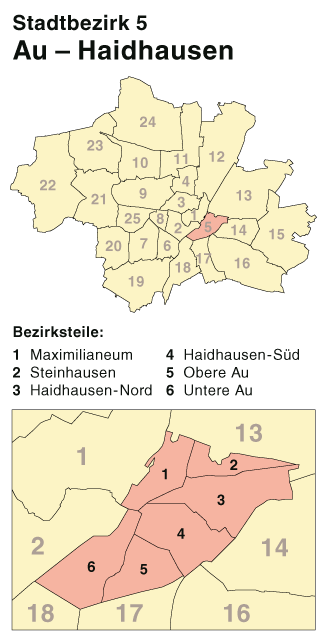
Quận 5 Au-Haidhausen, vị trí tại München

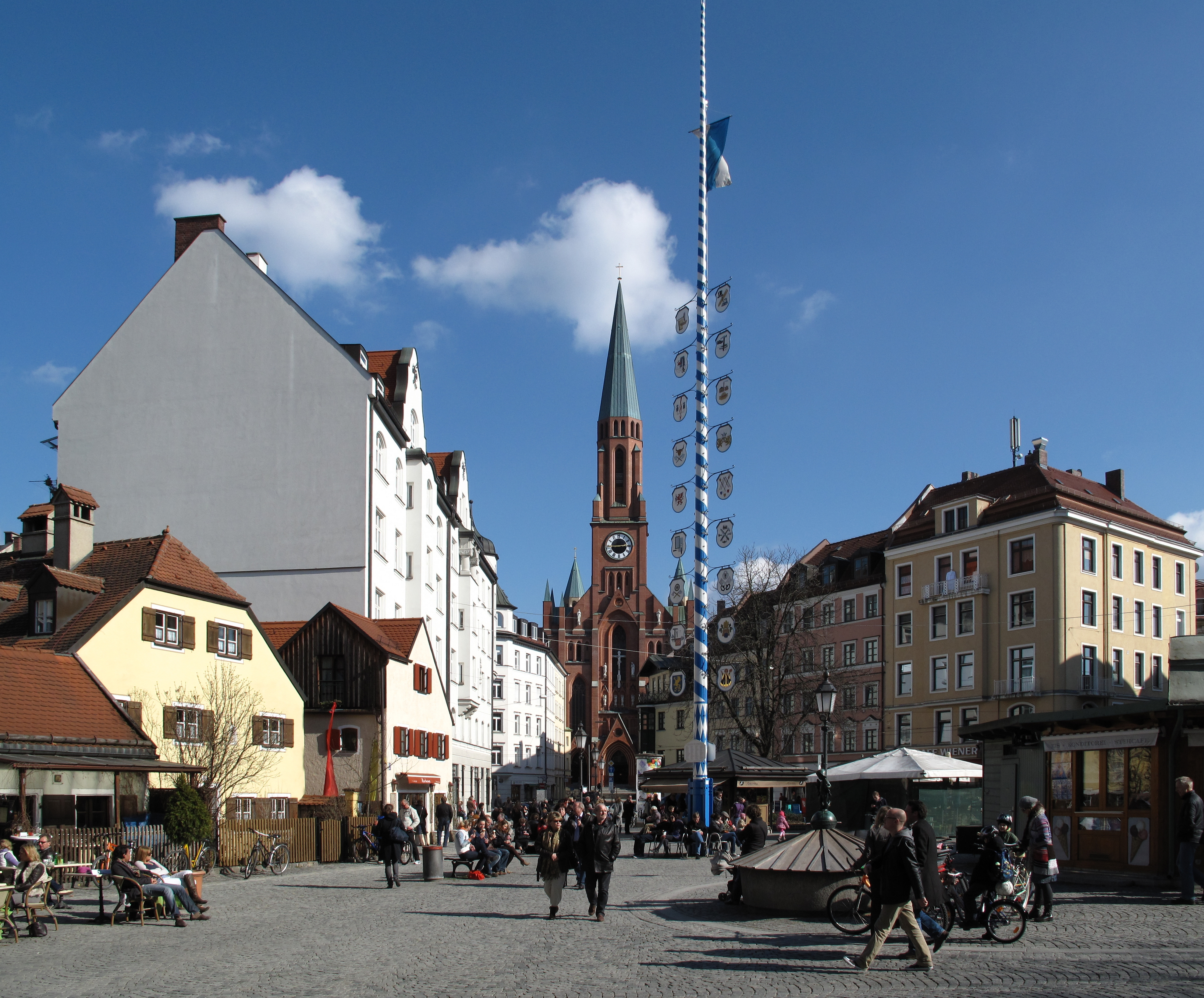
Wiener-Platz

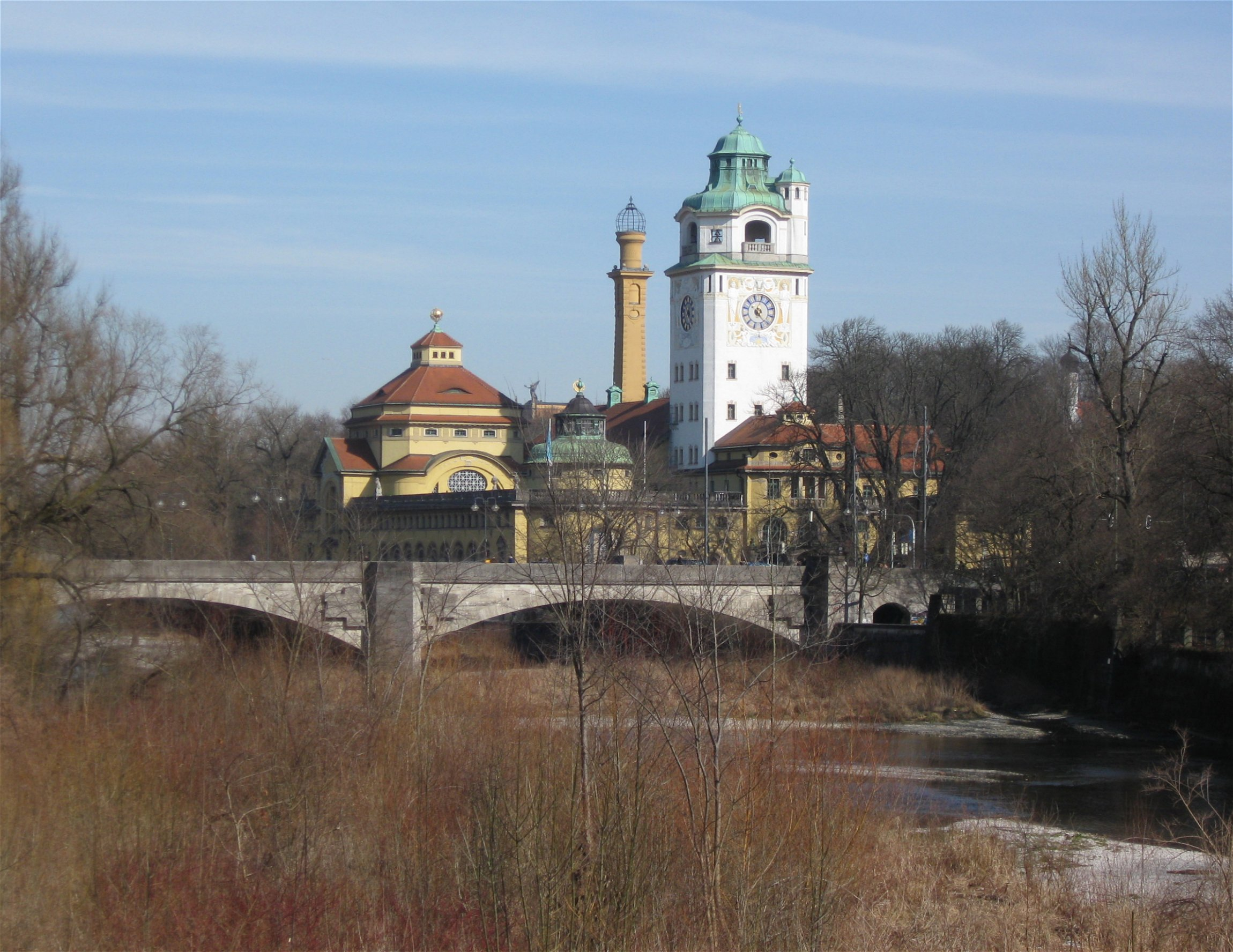
Ludwigsbrücke, Museumsinsel, Müllersches Volksbad, München

Au-Haidhausen là quận 5 của thành phố München, Bayern. Nó bao gồm khu phố Au và Haidhausen.

## Vị trí
Au-Haidhausen nằm đối diện với Altstadt-Lehel ở bờ phía Đông của sông Isar. 
Quận 5 ở phía Bắc giáp với quận Bogenhausen biên giới là Prinzregentenstraße, ở phía Đông Berg am Laim biên giới là đường rầy xe lửa, ở phía Nam với Humboldtstraße là biên giới với Obergiesing, và Untergiesing mà cũng nằm dọc theo sông Isar.

## Lịch sử
Au và Haidhausen ngày xưa là khu vực cư trú của thợ thuyền và dân lao động trước cổng của München. Cả hai mà trước đó là các làng độc lập vào ngày 1 tháng 10 năm 1854 được nhập vào München và trở thành những khu phố lao động của thành phố München. Rất nhiều hãng bia được thành lập ở đây, vì ở bên bờ phải của sông Isar là chỗ tốt để đào những giếng nước và các hầm để trữ bia.

Khu phố Franzosenviertel, là một khu vực tại Haidhausen, tên đường ở đây được đặt theo những nơi đã thắng trận trong Chiến tranh Pháp - Phổ, chẳng hạn như Weissenburger-Platz, Weissenburgerstr., Belfortstr., Orleansplatz, Orleansstr., Wörthstr., Gravelottestr., Pariser Str., Pariser Platz, Metzstr., Sedanstr., Breisachstr., Spicherenstr.. Khu này được hoạch định vào năm 1871 bởi Arnold von Zenetti sau khi Braunauer Bahnhof (bây giờ gọi là Ostbahnhof) được hoàn thành. Mục đích là có nơi cư trú cho dân thợ thuyền. Đến thập niên 1980 thì giới nghệ sĩ dọn tới ở. Khu này cũng trở thành khu ăn chơi như khu phố Schwabing.

## Nhân vật nổi tiếng
Tay hề, ca sĩ dân tộc, nhà văn và sản xuất phim Karl Valentin lớn lên ở khu Au.

## Sách báo
Helmuth Stahleder: Von Allach bis Zamilapark. Namen und historische Grunddaten zur Geschichte Münchens und seiner eingemeindeten Vororte. Stadtarchiv München, ed. München: Buchendorfer Verlag 2001. ISBN 3-934036-46-5
Hermann Wilhelm: Haidhausen Münchner Vorstadt im Lauf der Zeit. Von der bäuerlichen Ansiedlung zum Stadtteil Münchens. Buchendorfer Verlag 1991. ISBN 3-927984-09-4